# Ligne de Sainte-Barbe-du-Tlélat à Oujda
La ligne de Sainte-Barbe-du-Tlélat à Oujda, ou ligne de Oued Tlelat à Oujda, est une ancienne ligne ferroviaire algérienne qui reliait Sainte-Barbe-du-Tlélat (actuelle Oued Tlelat), dans le nord-ouest de l'Algérie, à Oujda, dans le nord-est du Maroc.
Longue de 222,106 km, dont 14,706 km au Maroc, la ligne est mise en service en plusieurs étapes entre 1877 et 1911.
La section marocaine, entre Oujda et la frontière entre l'Algérie et le Maroc est fermée en 1994. En 2010, la section entre Oued Tlelat et Tabia est intégrée à la nouvelle ligne de Oued Tlelat à Béchar et la section entre Tabia et la frontière forme l'actuelle ligne de Tabia à Akid Abbes.

## Histoire
Dans le cadre du deuxième plan de chemins de fer en Algérie de 1874, la Compagnie de l'Ouest algérien obtient le 30 novembre 1874 la concession de la ligne de Sainte-Barbe-du-Tlélat (actuelle Oued Tlelat) à Sidi Bel Abbès. Cette ligne, longue de 51,678 km, est mise en service le 3 mai 1877,.
Le 22 août 1881, la compagnie obtient la concession de la ligne ferroviaire de Sidi Bel Abbès à Magenta (actuelle El Haçaiba) avec prolongement jusqu'à Bedeau (actuelle Ras El Ma) et Crampel (actuelle Redjem Demouche). La nouvelle ligne de Sidi Bel Abbès à Crampel prolonge celle de Sainte-Barbe-du-Tlélat à Sidi Bel Abbès pour former la ligne de Sainte-Barbe-du-Tlélat à Crampel longue de 151,585 km. La section de Sidi Bel Abbès à Tabia est mise en service le 1er juin 1883, celle de Tabia à Crampel se fera par étape de 1883 à 1885.
Le 16 juillet 1885, la compagnie de l'Ouest algérien obtient la concession de la ligne ferroviaire de Tabia à Tlemcen via Lamoricière (actuelle Ouled Mimoun). Cette nouvelle ligne est mise en service par étapes :
- de Tabia à Aïn Tellout, le 8 août 1887 ;
- de Aïn Tellout à Lamoricière, le 20 juillet 1887 ;
- de Lamoricière à Aïn Fezza, le 12 août 1889
- de Aïn Fezza à Tlemcen, le 9 août 1890.

La loi du 29 décembre 1903 concède à la compagnie de l'Ouest algérien le prolongement de la ligne de Tabia à Tlemcen jusqu'à Oujda, au Maroc, quelques kilomètres après la frontière algéro-marocaine. Ce prolongement est mise en service par étapes :
- de Tlemcen à Turenne (actuelle Sabra), le 8 octobre 1907 ;
- de Turenne à Marnia (actuelle Maghnia), le 9 avril 1910 ;
- de Marnia à Zoudj Beghal (actuelle Akid Abbes), 21 avril 1910 ;
- de Zoudj Beghal à Oujda, le 5 octobre 1911.

La mise en service de ce dernier prolongement entraîne une réorganisation des lignes au sud d'Oran :
- la section de Sainte-Barbe-du-Tlélat à Tabia, de la ligne de Sainte-Barbe-du-Tlélat à Crampel, et la ligne de Tabia à Oujda sont réunies pour former la nouvelle ligne de Sainte-Barbe-du-Tlélat à Oujda ;
- la section de Tabia à Crampel, de la ligne de Sainte-Barbe-du-Tlélat à Crampel, devient une ligne à part entière et forme la nouvelle ligne de Tabia à Crampel[3],[4].

Le 14 septembre 1932, le déraillement d'un train de marchandises, transportant des légionnaires, a provoqué la mort de 56 légionnaires et de 5 cheminots. Le déraillement s'est produit au niveau du PK 163 de la ligne, entre les gares de Zelboun et Turenne (actuelle Sabra). Le train transportait 510 légionnaires en provenance de Sidi Bel Abbès et à destination du Maroc. L'accident a eu lieu dans une zone où étaient effectués des travaux d'entretien, mais une partie de la voie avaient été dégarnie et des traverses avaient été décalées.
En 1934, la ligne de Sainte-Barbe-du-Tlélat à Oujda est connectée au réseau ferroviaire marocain à la suite de la mise en service de la ligne de Fès à Oujda. Cette interconnexion permet la mise en place de liaisons ferroviaires entre Casablanca, Oran et Alger et termine la réalisation de l'artère ferroviaire impériale d'Afrique du Nord, ligne longue de 2 280 km qui relie Casablanca, la capitale économique du Maroc, Alger la capitale de l'Algérie et Tunis, la capitale de la Tunisie via Oran et Constantine.
En 1994, la liaison ferroviaire entre l'Algérie est le Maroc est interrompue à la suite de l'attentat du 24 août 1994 dans l'hôtel Atlas Asni de Marrakech qui a entrainé la fermeture de la frontière entre l'Algérie et le Maroc. À cette date, le terminus de la ligne devient la gare de Akid Abbes (anciennement Zoudj Beghal).
En 2010, la section de la ligne de Oued Tlelat à Tabia est incorporée dans la nouvelle ligne de Oued Tlelat à Béchar ; la section de Tabia à Akid Abbes devient un une ligne à part entière pour former l'actuelle ligne de Tabia à Akid Abbes.
| Section                                 | Longueur (en km) | Date de DUP(*)   | Date d'ouverture |
| --------------------------------------- | ---------------- | ---------------- | ---------------- |
| Sainte-Barbe-du-Tlélat - Sidi Bel Abbès | 51,678 km        | 30 novembre 1874 | 3 mai 1877       |
| Sidi Bel Abbès - Tabia                  | 23,205 km        | 22 août 1881     | 1er juin 1883    |
| Tabia - Aïn Tellout                     | 23,419 km        | 16 juillet 1885  | 8 août 1887      |
| Aïn Tellout - Lamoricière               | 8,709 km         | 16 juillet 1885  | 20 juillet 1887  |
| Lamoricière - Aïn Fezza                 | 22,003 km        | 16 juillet 1885  | 12 août 1889     |
| Aïn Fezza - Tlemcen                     | 9,646 km         | 16 juillet 1885  | 9 août 1890      |
| Tlemcen - Turenne                       | 29,575 km        | 29 décembre 1903 | 18 octobre 1907  |
| Turenne - Marnia                        | 29,672 km        | 29 décembre 1903 | 9 avril 1910     |
| Marnia - Zoudj Beghal                   | 9,493 km         | 29 décembre 1903 | 21 avril 1910    |
| Zoudj Beghal - Oujda                    | 14,706 km        | 29 décembre 1903 | 15 octobre 1911  |

## La ligne

### Caractéristiques
Longue de 222,106 km, c'est une voie unique à écartement normal et non électrifiée.

### Profil
Principalement établie dans la partie occidentale de l'Atlas tellien (extrême nord-ouest de l'Algérie), la ligne a un profil de moyenne montagne avec une alternance de secteurs montagneux sinueux (monts du Tessala et monts de Tlemcen) et de plaines (plaine de Sidi Bel Abbès, bassin de Tlemcen et plaine de l'Angad).
Le point de départ de la ligne, Sainte-Barbe-du-Tlélat, est le point le plus bas à une altitude de 138,650 m. Sur plus de la moitié de son parcours, la ligne a une ascension continue jusqu'à Aïn Fezza (PK 129,014) qui est son point culminant à 859,700 m d'altitude. À partir de Aïn Fezza, la ligne entame sa descente en direction d'Oujda  (PK 222,106), située à une  altitude de 543,700 m.

Profil en long de la ligne de Sainte-Barbe-du-Tlélat à Oujda.

Le rayon minimum des courbes de raccordement est de 225 m. La pente ou rampe maximum par mètre est de 19 mm/m. Les longueurs des principales rampes ou pentes sont :
- rampe de 0 à 19 mm/m, sur 24,700 km, du PK 0, à la sortie de la gare de Sainte-Barbe-du-Tlélat (alt. 138,650 m), jusqu'àu col d'Ouled Ali (alt. 500 m) peu avant la gare de Oued Imbert, dans l'ascension des monts du Tessala ;
- rampe de 7 à 16 mm/m, sur 7,500 km, du PK 118,500 au PK 126.6, entre les gares de Oued Chouly (alt. 733,900 m) et de Aïn Fezza (alt. 859,700 m), dans l'ascension des monts de Tlemcen ;
- pente de 2 à 16 mm/m, sur 31,500 km, du PK 151,500 au PK 183,000, entre les gares de Aïn Douz (alt. 821,500 m) et de Sidi Medjahed (alt. 414,250 m), dans la descente des monts de Tlemcen.

### Tracé
La ligne a pour origine la gare de Sainte-Barbe-du-Tlélat (actuelle Oued Tlelat), gare établie à 139 m d'altitude à l'extrémité est de la plaine de Mlela et aux pieds de la partie orientale des monts du Tessala. Elle se débranche de la ligne d'Alger à Oran à la sortie est de la gare et se dirige vers le sud pour entamer immédiatement son ascension de l'Atlas tellien, en direction Sidi Bel Abbès.
La ligne remonte le cours de l'oued Tlela, sur une vingtaine de kilomètres jusqu'à la gare des Lauriers-roses (actuelle Djeniene Meskine). Puis elle franchit le col d'Ouled Ali (500 m d'altitude) pour entrer dans la plaine de Sidi Bel Abbès. Elle continue son parcours dans la plaine en remontant l'oued Mekerra jusqu'à la gare de Tabia où elle bifurque vers l'ouest en direction de Tlemcen en laissant à sa gauche la ligne de Tabia à Crampel se diriger vers le sud.

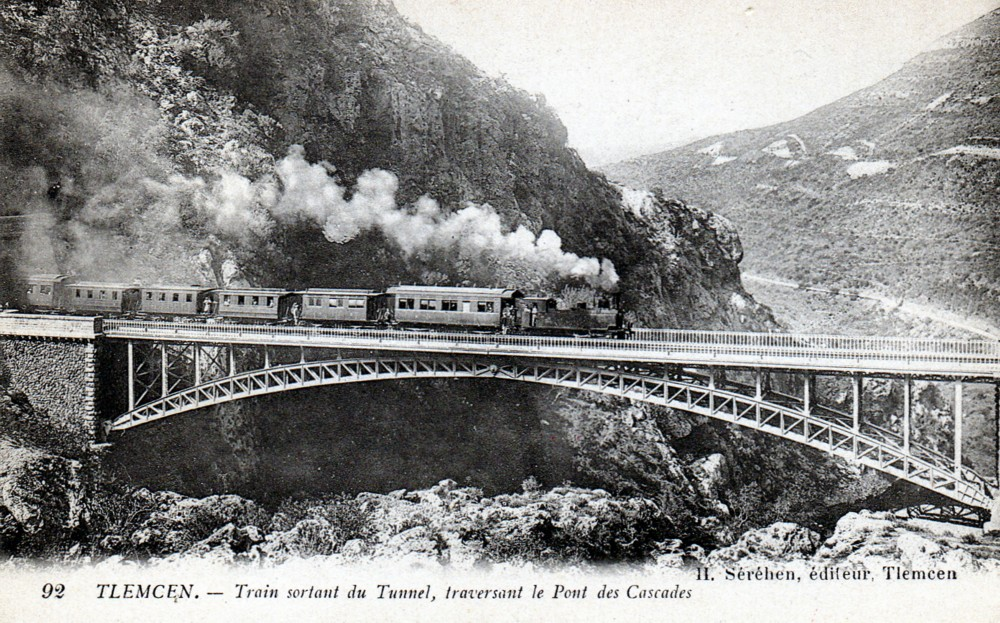
Le viaduc ferroviaire d'El Ourit, entre Aïn Fezza et Tlemcen.

Quittant Tabia, la ligne demeure dans la plaine de Sidi Bel Abbès sur une vingtaine de kilomètres jusqu'à Aïn Tellout. De là, elle longe les contreforts nord des monts de Tlemcen jusqu'à Oued Chouly où elle entame l'ascension du djebel Hanif pour atteindre le point culminant de la ligne au niveau de Aïn Fezza (859,700 m d'altitude). Dans sa descente du versant occidental du djebel Hanîf, qu'elle traverse par plusieurs tunnels, la ligne franchit l'oued Safsaf par le viaduc d'El Ourit (construit par Eiffel en 1890) qui surplombe les cascades éponymes.
Passé le Djebel Hanîf, la ligne entre dans la partie méridionale de la plaine de Tlemcen qu'elle parcourt sur quelques kilomètres à l'ouest de Tlemcen avant d'atteindre à nouveau les contreforts du versant nord des monts de Tlemcen. Une dizaine de tunnels et de hauts viaducs sont nécessaires pour traverser des avancées montagneuses (djebels Tamesguida et Taksempt) ou franchir les nombreux torrents du massif qui vont alimenter les affluents de l'oued Tafna que la ligne franchit peu avant la gare de Sidi Medjahed.
La ligne quitte la zone montagneuse au niveau de la gare de Tralimet pour descendre dans la cuvette de Maghnia (ou pleine de Maghnia) et atteindre la gare de la ville éponyme. À la sortie ouest de la gare, elle s'oriente vers le sud-ouest en direction de la gare de Zoudj-el-Beghal (actuelle gare de Akid Abbes) qui fait office de gare frontière. À l'entrée de cette gare, la ligne laisse à sa droite la ligne en direction de Nemours (actuelle Ghazaouet) filer vers le nord au travers du massif des Trara.
Passé le poste frontière, la ligne entre au Maroc et atteint Oujda avec un tracé rectiligne de près de quinze kilomètres dans la plaine de l'Angad. La gare d'Oujda est une gare en cul-de-sac, les trains en provenance ou à destination des gares des réseaux marocains (Fès, Tanger, Cassalanca ou Bouarfa) et algériens (Oran ou Alger, avant la fermeture de la frontière) y effectuent un rebroussement.

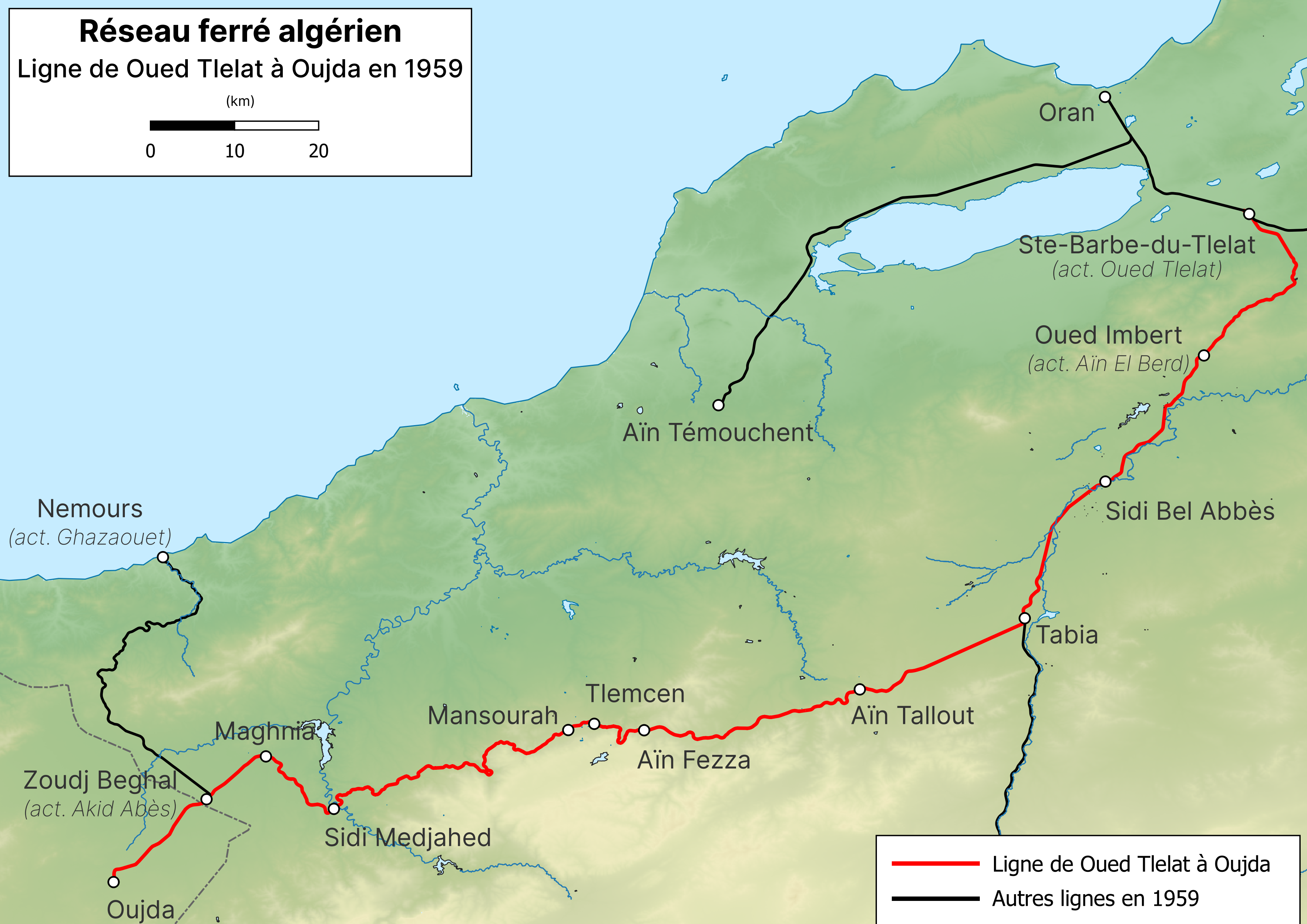
Tracé de la ligne de Oued Tlelat à Oujda.

## Gares de la ligne

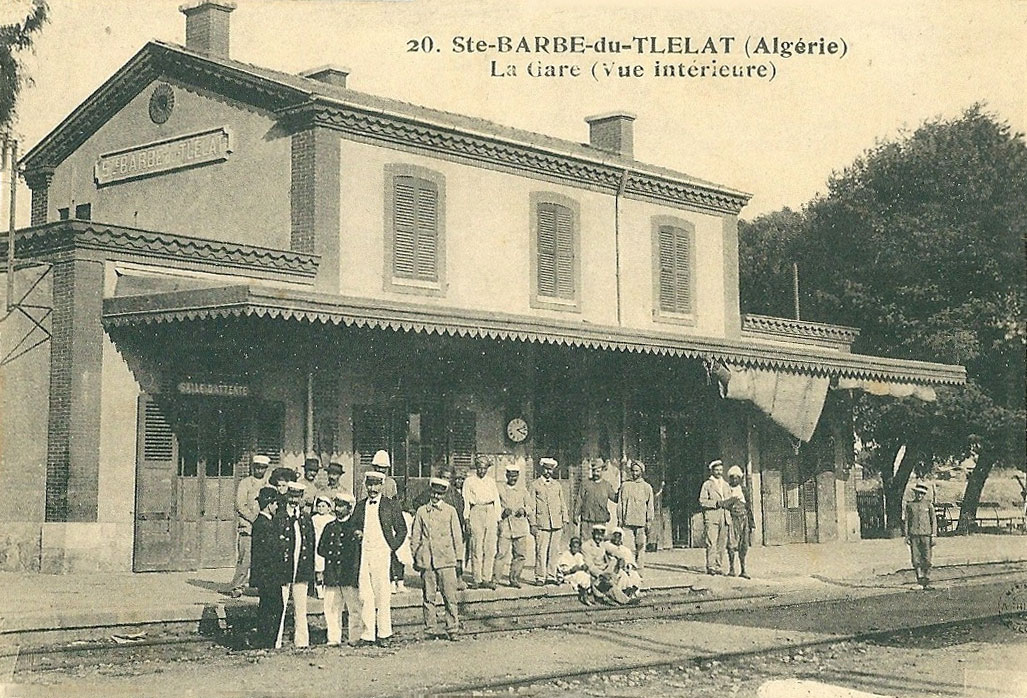
La gare de Sainte-Barbe-du-Tlélat au début du XXe siècle.

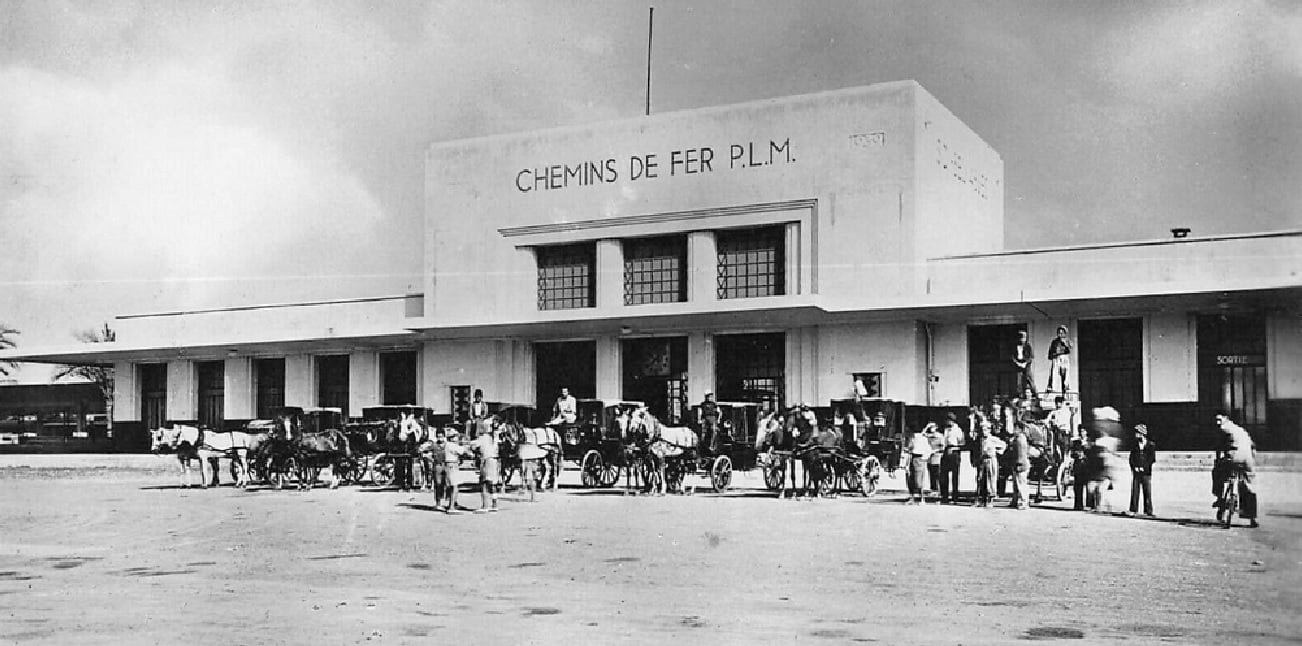
La gare de Sidi Bel Abbès au début du XXe siècle.

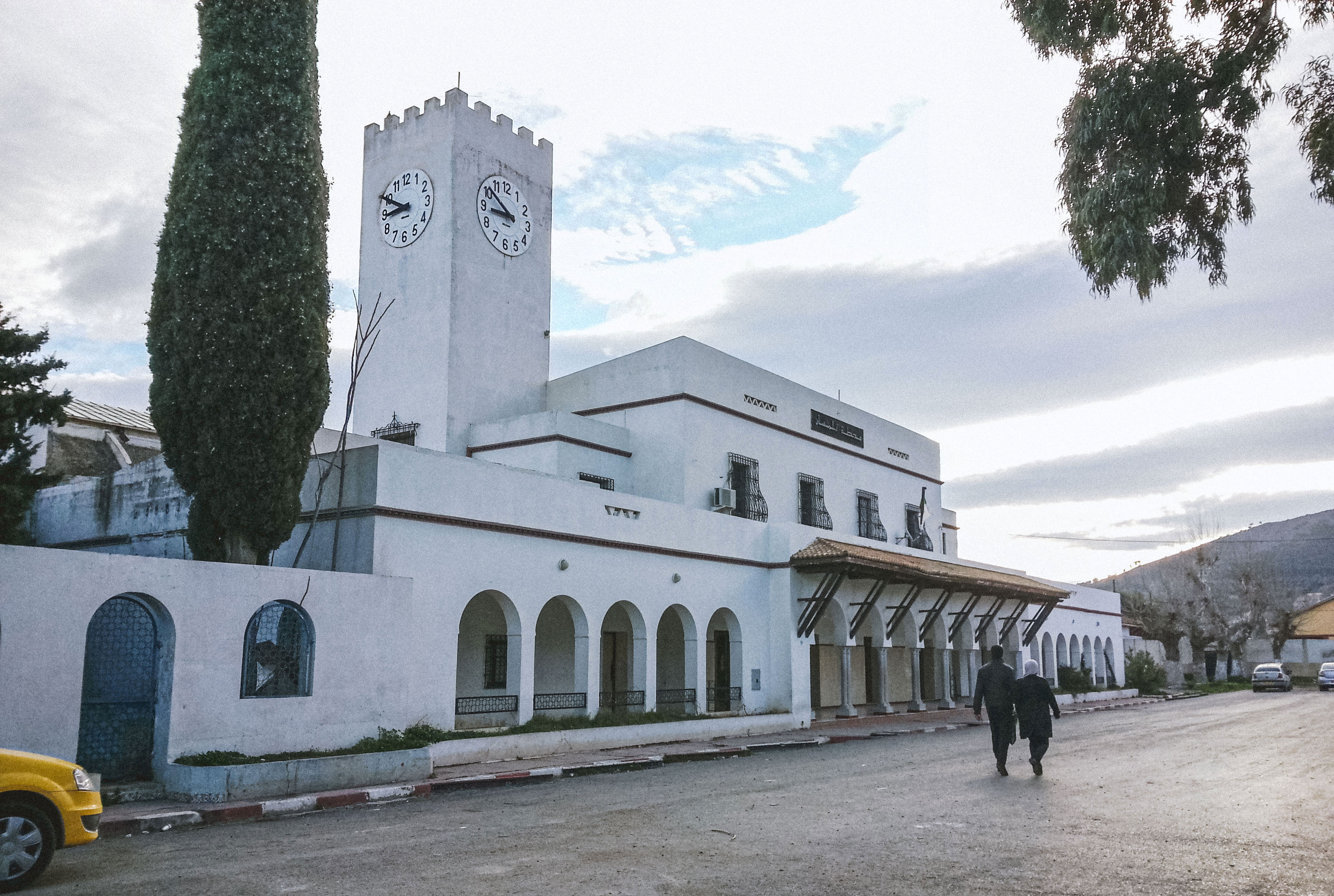
La gare de Tlemcen en 2016.

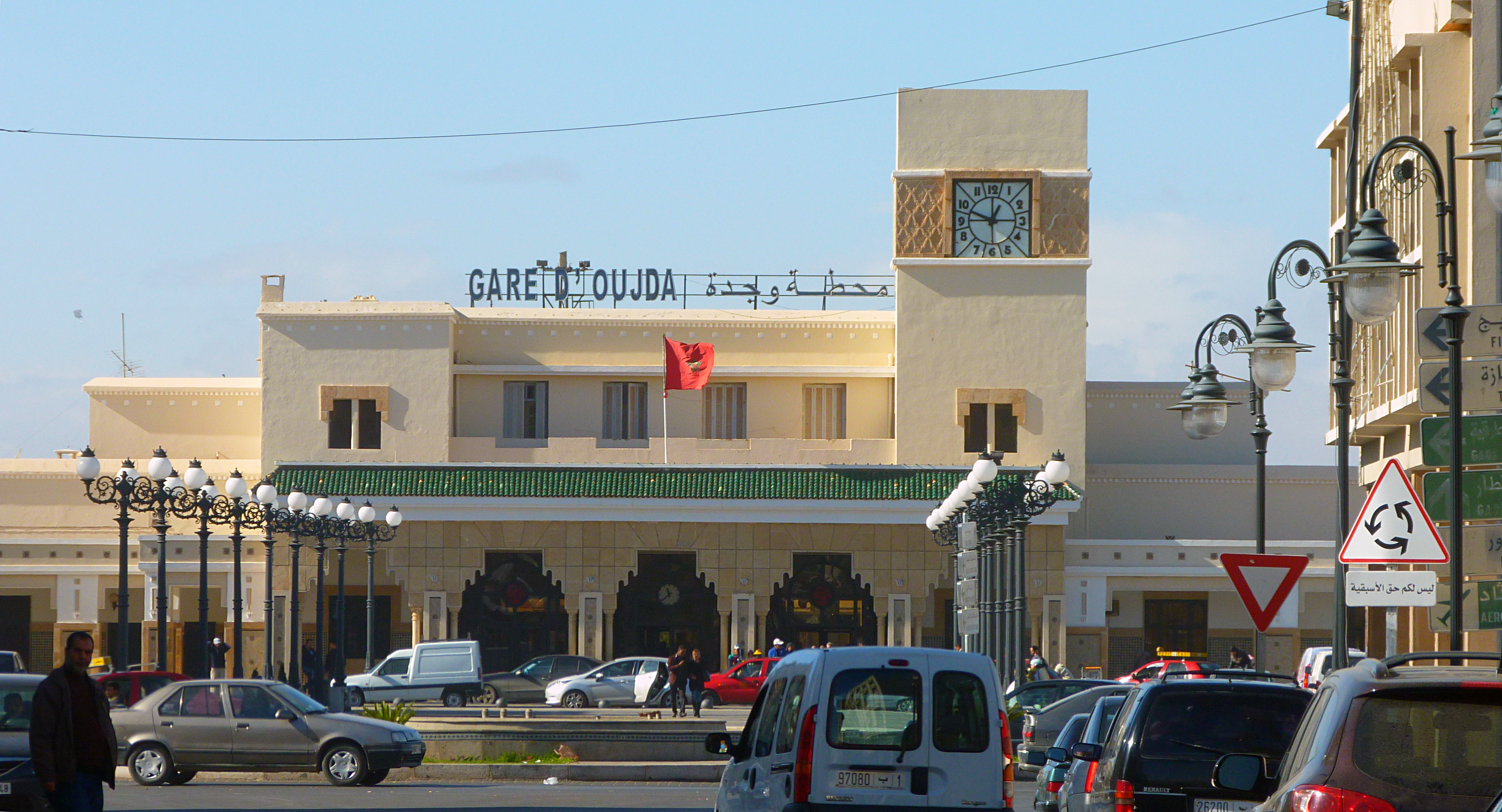
La gare d'Oujda en 2010.

| Gare                   | Commune actuelle   | PK*        | Altitude  |
| ---------------------- | ------------------ | ---------- | --------- |
| Sainte-Barbe-du-Tlélat | Oued Tlelat        | PK 0,000   | 138,650 m |
| Saint-Lucien           | Zahana             | PK 5,600   | 200,630 m |
| Lauriers-Roses         | Zahana             | PK 15,405  | 363,440 m |
| Oued Imbert            | Aïn El Berd        | PK 28,316  | 480,710 m |
| Les Trembles           | Sidi Hamadouche    | PK 35,885  | 393,360 m |
| Prudon                 | Sidi Brahim        | PK 41,338  | 434,740 m |
| Sidi Bel Abbès         | Sidi Bel Abbès     | PK 51,678  | 483,170 m |
| Détrie                 | Sidi Lahcene       | PK 57,747  | 500,080 m |
| Palissy                | Sidi Khaled        | PK 63,635  | 528,800 m |
| Boukanéfis             | Boukhanafis        | PK 70,601  | 586,340 m |
| Tabia                  | Tabia              | PK 74,883  | 623,590 m |
| Taffamane              | Chettouane Belaila | PK 87,583  | 680,500 m |
| Descartes              | Ben Badis          | PK 97,017  | 742,450 m |
| Aïn Tellout            | Aïn Tallout        | PK 98,302  | 729,200 m |
| Lamoricière            | Ouled Mimoun       | PK 107,011 | 715,000 m |
| Oued Chouly            | Oued Lakhdar       | PK 117,956 | 733,900 m |
| Aïn Fezza              | Aïn Fezza          | PK 129,014 | 859,700 m |
| Tlemcen                | Tlemcen            | PK 138,660 | 720,200 m |
| Mansourah              | Mansourah          | PK 143,250 | 805,000 m |
| Aïn Douz               | Beni Mester        | PK 150,472 | 821,500 m |
| Zelboun                | Beni Mester        | PK 153,641 | 800,500 m |
| Turenne                | Sabra              | PK 168,235 | 616,500 m |
| Sidi Medjahed          | Sidi Medjahed      | PK 184,275 | 414,250 m |
| Tralimet               | Sidi Medjahed      | PK 189,057 | 451,330 m |
| Marnia                 | Maghnia            | PK 197,907 | 373,500 m |
| Zoudj Beghal           | Maghnia            | PK 207,400 | 443,500 m |
| Oujda                  | Oujda              | PK 222,106 | 543,700 m |